# Palos Hills
Palos Hills – miasto w Stanach Zjednoczonych, w stanie Illinois, w hrabstwie Cook.